# إخفاء شفوي
الإخفاء الشفوي: وذلك إذا وقع بعد الميم السّاكنة حرف الباء، مثل:﴿تَرْمِيهِمْ بِحِجارَةٍ﴾،﴿وَهُمْ بِالْآخِرَةِ﴾} فتخفى الميم عند الباء مع بقاء الغنّة.
وهذا الإخفاء مُحدَث، ولم يُذكر في كتب الأولين، قال به اجتهادا لا اتباعا ـ أحد القراء المعاصرين في ستينيات ـ القرن الماضي، ولسطوة هذا القارئ ومنصبه انتشر قوله بعض الانتشار، رغم عدم مشروعيته. 
ووجه هذا الإخفاء عنده أن الميم والباء اشتركتا فى المخرج وتجانستا فى صفتى الانفتاح والاستفال؛ فثقل الإظهار والإدغام المحض فكان الإخفاء.
وأمثلة أخرى للإخفاء الشفوي المزعوم عنده:
﴿أَمْ بَعِيدٌ﴾، ﴿هُمْ بِآياتِنا يُؤْمِنُونَ﴾، ﴿نَبْلُوهُمْ بِما كانُوا﴾ ويرى أن علامته في المصحف: تعرية الميم من السكون فوقها مع عدم تشديد الحرف الذي بعدها.